# Kylehov
Kylehov eller Bo är en herrgård i Västra Hargs socken, Mjölby kommun. Herrgården ägdes fram till slutet av 1600-talet av ätten Kyle, och därefter av släkterna Ribbing, Sinclair, Lagerfelt, Leijonhielm och Odencrantz. 1911 köpte släkten Neiglick gården.

## Historik
Kylehov Västra Hargs socken, Vifolka härad har fått sitt namn ett den adliga ätten Kyle. Den ägdes av kaptenen Bengt Ribbing och Elisabeth Kyle. Deras son generalmajoren Johan Ribbing, sålde gården till presidenten Israel Lagerfelt. Lagerfelts dotter Brita Lagerfelt var gift med ryttmästaren Jakob Sinclair som sedermera kom att äga Kylehov. 1739 ärvdes gården av presidenten Gustaf Adolf Lagerfelt och därefter av hans dotter Brita Lagerfelt som var gift med generallöjtnanten Anders Leijonhielm. Gården övergick 1807 genom ett byte till grevinnan Brita Magdalena Sinclair. Som, sedan hon 1802 skilt sig från sin första man, samma år gifte om sig med översten David Karl Leijonhjelm. År 1811 såldes egendomen för 60 000 riksdaler banko till lagmannen Carl Fredrik Hummelhielm (1772–1847) och hans första fru Brita Lovisa Odencrantz. Hans andra fru var Eva Sofia Stenhammar. Vid hennes död tillföll Bo genom testamente hennes
båda fosterdöttrar och halvkusiner, fru Karolin Odencrantz, född Stenhammar och mamsell Hilda Stenhammar, som här fick fasta 1864. År 1867 försålde fru Odencrantz sin andel i egendomen till possessionaten Richard Roly Gottlob Fjellstedt och hans fru Hilda Stenhammar, som efter makens död innehade egendomen. Efter fru Fjellstedts död blev hennes systerson häradshövdingen Carl Odencrants ägare och efter hans död 1911 stärbhuset, som försålde godset, och blev då inspektören G. Neiglick ägare till Bo och Åsen »med närmast underlydande» såsom det säges i svaret på begärd upplysning från gården. Torsnäs och Lergärdet såldes till M. P. Zakrisson.
På 1930-talet fanns fortfarande fyra underlydande gårdar, och en stor mängd skog, totalt 750 hektar mark.
Västra Hargs lövskogars naturreservat omger gården.